# Cesare Mori
Cesare Mori   (Pavia, 22 de desembre de 1871 - Udine, 5 de juliol de 1942) va ser prefecte (prefetto) abans i durant el període feixista a Itàlia. És conegut a Itàlia com el «Prefecte de Ferro» (Prefetto di Ferro) a causa de les seves campanyes de mà de ferro contra la màfia a Sicília a la segona meitat de la dècada del 1920.
Mori es va descriure a si mateix com a feixista, i va escriure amb força la seva admiració per l'eficàcia tant del Partit Feixista com de Mussolini en diverses ocasions en els seus relats sobre Sicília en la seva autobiografia: «El que va provocar que els indubtables esforços fets en el passat s'esgotessin va ser un sentiment de apatia, en la ment de la gent que semblava refractària fins i tot a estimulants insòlits, no era una realitat, no era un fet, sinó un sentiment, però el passat estava infectat i dominat per ell fins al dia en què, a l'arribada del feixisme, el Duce en persona va trencar l'encanteri del mal».
De la mateixa manera, Cesare Mori és conegut per ser el primer a destruir la influència de la màfia a Itàlia. La pel·lícula de 1977 Il prefetto di ferro, dirigida per Pasquale Squitieri, tracta sobre la seva lluita contra la màfia quan era prefecte a Sicília.

## Joventut
Mori va néixer a Pavia (Llombardia, Itàlia) i va créixer en un orfenat. Va ser reconegut pels seus pares naturals l'octubre de 1879 a l'edat de set anys. Va estudiar a l'Acadèmia Militar de Torí i el 1895 va ser traslladat a Tàrent com a tinent d'artilleria, on va conèixer una noia, Angelina Salvi, amb qui més tard es va casar, renunciant al Regio Esercito. Es va unir a la policia, servint primer a Ravenna, després a Castelvetrano (a la província de Trapani, Sicília) on es va fer famós capturant el bandoler Paolo Grisalfi, abans de traslladar-se a Florència el 1915 com a vice-questor.
Al final de la Primera Guerra Mundial, la situació de la criminalitat siciliana va empitjorar quan els veterans de guerra es van unir a bandes de bandolers. El 1919 Mori va ser enviat de tornada a Sicília com a cap de les forces especials contra el bandolerisme. En les seves accions, Mori es va distingir pels seus mètodes enèrgics i radicals. A Caltabellotta va detenir més de 300 persones en una nit. La premsa va escriure sobre un «cop letal per a la màfia», però Mori va dir a un membre del seu personal:
| « | Aquesta gent encara no ha entès que els bandolers i la màfia són dues coses diferents. Hem colpejat els primers, que són sens dubte l'aspecte més visible de la criminalitat siciliana, però no el més perillós. El veritable cop letal per a la màfia serà lliurat quan siguem capaços de fer escorcolls no només entre figueres de moro, sinó a les prefectures, les seus de policia, les mansions dels empresaris i, per què no, alguns ministeris. | » |

El 1920, va tornar al continent i va servir a Torí com a qüestor, seguit de Roma i Bolonya. El 1921 va ser prefecte de Bolonya, i va ser un dels pocs membres de les forces de l'ordre que es van oposar al squadrismo organitzat del moviment feixista. Mori va ser cessat i enviat a Bari. Es va retirar amb la seva esposa a Florència el 1922, quan el líder feixista Benito Mussolini va assumir el govern després de la Marxa sobre Roma.

## Enviat a Sicília
La seva reputació com a home d'acció va fer que el 1924 el ministre de l'Interior, Luigi Federzoni, el fes tornar al servei actiu. El mateix any, Mori es va unir al Partit Feixista.
Després va ser nomenat prefecte de Trapani. Arribat el juny de 1924, hi va romandre fins al 20 d'octubre de 1925, quan Mussolini el va nomenar prefecte de Palerm, amb poders especials sobre tota l'illa de Sicília i la missió d'erradicar la màfia per tots els mitjans possibles. En un telegrama, Mussolini va escriure a Mori:
Vostra Excel·lència té carta blanca, l'autoritat de l'Estat s'ha de restablir absolutament, ho repeteixo, a Sicília. Si les lleis actualment vigents us obstaculitzen, això no serà cap problema, farem noves lleis.

La lluita de Mussolini contra la màfia, diu la història, va començar després d'una visita oficial a Sicília el maig de 1924 durant la qual es va sentir insultat pel mafiós Francesco Cuccia, que va proclamar públicament que Mussolini no necessitava escorta policial perquè la mera presència de Cuccia el protegiria. Mussolini es va sentir humiliat i indignat. Tanmateix, segons l'estudiós Christopher Duggan, el motiu era més polític que personal. La màfia va amenaçar i soscavar el seu poder a Sicília, i una campanya reeixida el reforçaria com a nou líder, legitimant i reforçant així el seu domini.

## La lluita contra la Màfia

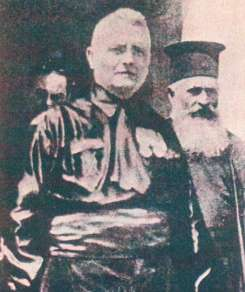
Mori amb camisa negra

Mori va prendre el seu càrrec a Palerm el novembre de 1925 i va romandre en el càrrec fins al 1929. Durant els dos primers mesos va detenir més de 500 homes, una xifra que augmentaria els anys següents. El gener de 1926 va emprendre la que probablement va ser la seva acció més famosa, l'ocupació del poble de Gangi, bastió de diverses bandes criminals. Utilitzant carrabiners i forces policials, va ordenar escorcolls casa per casa, detenint bandits, membres poc importants de la màfia i diversos sospitosos que estaven fugint. A causa de la necessitat de la naturalesa de la màfia, es va veure obligat a recollir de manera discreta grans quantitats de proves i, posteriorment, a fer detencions massives per evitar que un gran nombre de mafiosos s'amaguessin. Com afirma poèticament, «Aquestes operacions es van dur a terme en nombre considerable i a gran escala: i la rapidesa amb què es van succeir i l'exactitud de les proves en què es basaven van estranyar completament les associacions criminals que durant tants anys havien florit impunement. I tota l'illa va cantar un himne d'alliberament». Aquestes detencions massives li van fer guanyar el sobrenom de «Prefecte de Ferro».
Mori va entendre la base del poder de la màfia. Per vèncer el fenomen, va considerar necessari «forjar un vincle directe entre la població i l'estat, anul·lar el sistema de mediació en virtut del qual els ciutadans no podien apropar-se a les autoritats sinó a través d'intermediaris..., rebent com a favor allò que els correspon com a dret». Els mètodes de Mori de vegades eren similars als de la màfia. No només va arrestar els bandits, sinó que també va intentar humiliar-los. Si podia mostrar una forta autoritat central per rivalitzar amb la màfia, la gent veuria que la màfia no era la seva única opció de protecció. Sovint trobava proves de com operava la màfia i s'apoderava dels seus béns i bestiar.
Les investigacions de Mori van aportar proves de connivència entre la màfia i membres influents de l'aparell estatal i el partit feixista. La seva posició, però, es va fer més precària. Unes 11.000 detencions s'atribueixen al govern de Mori a Palerm. Això va comportar una gran quantitat de tràmits per preparar els judicis, que poden haver estat parcialment responsables del seu acomiadament.
Mussolini ja havia nomenat Mori com a senador el 1928, i el juny de 1929 va ser rellevat de les seves funcions. La propaganda feixista va anunciar amb orgull que la màfia havia estat derrotada.

## Darrers anys
Com a senador, Mori va continuar seguint de prop els afers sicilians i s'assegurava d'estar sempre ben informat; però ja no tenia massa influència política. Va escriure les seves memòries el 1932. Cinc anys més tard va expressar obertament la seva preocupació per la nova aliança de Mussolini amb Hitler, i a partir d'aquell moment va quedar aïllat dins del Partit Feixista. Es va retirar a Udine el 1941 (tot i que mai va abandonar formalment el senat) i va morir a Udine un any després. En aquesta etapa era una figura força oblidada en un país preocupat per la Segona Guerra Mundial.

## Impacte
Aleshores i des de llavors, la percepció general era que Mori havia destrossat la màfia. La taxa d'assassinats de Sicília va disminuir bruscament a principis de la dècada del 1930. El pentito de la màfia Antonio Calderone va dir que la repressió de Mori havia colpejat durament la màfia. Alguns mafiosos van escapar i es van traslladar a l'estranger (sobretot als Estats Units d'Amèrica), com Joseph Bonanno. Altres mafiosos es van quedar a Sicília i van lliurar els seus companys mafiosos (o bandits de baix nivell) a la policia o simplement es van quedar en silenci i van buscar refugi amb les autoritats feixistes fins al final del règim a Itàlia.
Amb la invasió de Sicília el 1943 i l'enfonsament del règim feixista, la màfia es va restablir, de vegades amb l'ajuda o el desconeixement del Govern Militar Aliat dels Territoris Ocupats (AMGOT). AMGOT necessitava el suport de les elits locals per poder governar. A causa de la seva autoritat local, els seus antecedents de persecució sota el règim feixista i la seva voluntat de cooperar amb els aliats, mafiosos, com Calogero Vizzini i Giuseppe Genco Russo, van ser designats per dirigir les administracions locals a moltes de les ciutats de l'oest de Sicília.
Segons el periodista de postguerra Michele Pantaleone:
A l'inici de la Segona Guerra Mundial, la màfia s'havia reduït a uns quants grups aïllats i dispersos i podria haver estat completament esborrada si s'haguessin resolt els problemes socials de l'illa... l'ocupació aliada i la posterior lenta restauració de la democràcia va restablir la màfia amb els seus plens poders, la va posar novament en camí de convertir-se en força política i va tornar a l'Onorata Società les armes que el feixisme li havia arrabassat.

A la novel·la de 1961 de Leonardo Sciascia, Il giorno della civetta (El dia del mussol), el personatge principal, un capità dels carrabiners, recorda la gran popularitat dels resultats de Mori entre la gent comuna siciliana i la nostàlgia generalitzada pel feixisme entre ells al temps.
Tanmateix, alguns escriptors actuals han qüestionat l'eficàcia i el valor dels mètodes utilitzats per Mori contra la màfia. Tot i que els seus mètodes van ser certament eficaços, almenys a curt termini, Timothy Newark ha escrit que es van dirigir principalment als petits criminals de Sicília i van deixar els grans, els veritables caps de la màfia, relativament il·lesos, que van conduir la màfia a la clandestinitat, però no va poder eliminar-la.
Judith Chubb diu: «El feixisme va aconseguir eliminar la màfia com a organització criminal proporcionant un substitut més eficient. Va aconseguir monopolitzar el poder polític i l'ús de la violència sense, però, transformar les condicions socials i econòmiques en què havia florit la màfia. Per tant, no va ser d'estranyar que la màfia resorgís tan bon punt va caure el feixisme».
No obstant això, polítics com Giorgio Almirante va escriure a Il Borghese a la dècada del 1970 que la societat siciliana es va transformar realment per la destrucció total de la màfia a la dècada del 1930, però la destrucció de la Segona Guerra Mundial i la imposició de l'«antifeixisme», que criticava tot allò aconseguit per el feixisme, fins i tot contra els mafiosos, juntament amb el retorn dels caps de la màfia (patrocinada pels aliats), que s'havien refugiat als Estats Units d'Amèrica, va ser el responsable del ressorgiment de la màfia a la Sicília de postguerra.

## En la cultura popular
La campanya de Mori contra la màfia va ser objecte d'una pel·lícula de 1977, Il prefetto di ferro, dirigida per Pasquale Squitieri, protagonitzada per Giuliano Gemma i Claudia Cardinale, amb música d'Ennio Morricone.
L'any 2012, la cadena pública italiana RAI va produir la ficció Cesare Mori - Il prefetto di ferro.

## Autobiografia
- Mori, Cesare. The last struggle with the Mafia (en anglès).  London/New York: Putnam, 1933.